# Joseph Imbert (jésuite)
Pour les articles homonymes, voir Saint Joseph, Joseph Imbert et Imbert.
Le bienheureux Joseph Imbert, né le 5 décembre 1719 à Marseille et mort sur les pontons de Rochefort le 9 juin 1794, était un prêtre jésuite français. Il a été béatifié par Jean-Paul II le 1er octobre 1995 ; il est fêté le 9 juin.

## Biographie
Entré dans la Compagnie de Jésus à Avignon en 1748, Imbert est ordonné prêtre à Tournon (Ardèche) en 1754. Il est professeur de physique successivement aux collèges de Châlons, Besançon et Grenoble. Il y est également responsable de la congrégation mariale.
Imbert se trouve à Grenoble lorsque la Compagnie de Jésus est supprimée par Clément XIV en 1773. Il est alors incardiné au diocèse de Moulins. Lorsque la Révolution française en chasse l'évêque Imbert est nommé vicaire général du diocèse de Moulins, ce qui l'expose aux persécutions croissantes.
Refusant de jurer fidélité à la constitution civile du clergé, et encourageant ses confrères à faire de même, il est arrêté (avec un groupe de prêtres du diocèse de Moulins) le 25 novembre 1793, et condamné à la déportation en Guyane. À cause du blocus maritime de Rochefort par les troupes anglaises aucun navire ne peut quitter le port. Les prisonniers - dont une très grande partie sont des prêtres catholiques - sont enfermés dans des pontons insalubres.
Sur le ponton des Deux-Associés, les conditions de vie sont extrêmement pénibles: maltraitance, épidémie de typhus font des ravages. Imbert est l'âme du groupe. Il compose et chante la Marseillaise des prêtres' un hymne religieux qui, sur l'air de la Marseillaise, chante l'idéal de la vie sacerdotale. Il est repris en chœur avec ferveur par ses confrères! 
Des 829 prisonniers des pontons de Rochefort il semble bien que 542 soient morts assez rapidement. Parmi eux Joseph Imbert qui succombe le 9 juin 1794.
63 de ces prêtres, avec à leur tête Jean-Baptiste Souzy, vicaire général de La Rochelle, sont béatifiés par Jean-Paul II le 1er octobre 1995 ; parmi eux Joseph Imbert et Jean-Nicolas Cordier, Jacques Retouret.